# جون ديفيد ميروين
جون ديفيد ميروين هو سياسي أمريكي، ولد في 26 سبتمبر 1921 في فريدريكستيد في الولايات المتحدة، وتوفي في 17 مارس 2013 في أوهايو في الولايات المتحدة. نشط حزبياً في الحزب الجمهوري. وقد انتخب حاكم جزر العذراء الأمريكية ‏ (1958 – 1961).